# كفر الحارث
كفر الحارث إحدى قرى مركز القناطر الخيرية التابع لمحافظة القليوبية بجمهورية مصر العربية.

## التاريخ
قرية كفر الحارث من القرى القديمة، حيث وردت باسم «كفر الحارث» في أعمال القليوبية ضمن قرى الروك الناصري التي أحصاها ابن الجيعان في كتاب «التحفة السنية بأسماء البلاد المصرية». وفي العصر العثماني وردت باسم «كفر الحارث» في التربيع العثماني الذي أجراه الوالي العثماني سليمان باشا الخادم في عصر السلطان العثماني سليمان القانوني ضمن قرى ولاية القليوبية، وفي تاريخ 1228هـ/1813م الذي عدّ قرى مصر بعد المسح الذي قام به محمد علي باشا باسم «كفر الحارث» ضمن قرى مديرية القليوبية.

## السكان
بلغ عدد سكان كفر الحارث 9,909 نسمة، حسب الإحصاء الرسمي لعام 2006.